# Disomie uniparentale
La disomie uniparentale est la présence chez une personne de deux chromosomes d'une même paire provenant d'un seul de ses parents. Cette personne a donc bien 46 chromosomes mais 24 chromosomes proviennent de l'un des parents et 22 chromosomes proviennent de l'autre parent. La disomie est donc un mode de transmission inhabituel des maladies génétiques.
Selon l'origine parentale, on parle de disomie maternelle ou paternelle.
Il existe deux types de disomie :
- L'isodisomie où les deux copies proviennent du même chromosome.
- L'hétérodisomie où les deux copies proviennent de chromosomes différents.

La disomie est un moyen cellulaire de correction d'une anomalie de répartition chromosomique d'un gamète dont le nombre de chromosomes est incorrect (monosomie, trisomie) lors de la fécondation.

## Causes des disomies
Trois mécanismes - ce n'est pas exhaustif - sont les plus probables : 
- un gamète anormal disomique (qui habituellement conduit à une trisomie) rencontre un gamète nullosomique pour le même chromosome (qui habituellement mène à une monosomie). Il y a compensation des deux anomalies mais on se retrouve avec deux copies d'un parent, ce qui aboutit à un marquage uniquement paternel ou maternel de certains gènes par méthylations. 
- la duplication d'un chromosome dans un zygote monosomique ou la "correction (ou réduction) de trisomie". Un zygote trisomique qui s'autrorépare par la perte d'un chromosome surnuméraire.  Si la correction d'une trisomie se fait au hasard, c'est une fois sur trois que les deux chromosomes homologues conservés proviennent d'un même parent . Ce mécanisme de correction de trisomie serait le plus fréquent.
Il existe des trisomies confinées au placenta, en mosaïque ou non (c'est-à-dire qu'une partie des tissus sont concernés par secteurs), qui indiqueraient une réduction de la trisomie pour l'embryon. 

## Conséquences d'une disomie
La plupart du temps, les disomies n'ont aucune conséquences sur le fœtus, mais dans certains cas elles peuvent en avoir :

### Survenue d'une maladie récessive
Si le chromosome dupliqué est porteur d'un allèle pathologique récessif. La mucoviscidose surviendrait une fois sur 500 par une disomie maternelle.
Des maladies génétiques récessives très rares peuvent apparaître par ce mécanisme en l'absence de consanguinité.

### Survenue de maladies génétiques liées à des gènes soumis à empreinte
Plusieurs maladies sont en rapport avec des gènes soumis à empreinte s'exprimant en cas de disomie uniparentale.

#### Syndrome de Prader-Willi
Dans 20% des cas du syndrome de Prader-Willi, il existe une disomie uniparentale maternelle du chromosome 15.

#### Syndrome d'Angelman
Dans 5% des cas du syndrome d'Angelman, il existe une disomie uniparentale paternelle du chromosome 15.

#### Syndrome de Silver-Russell
Dans 10 % des cas du syndrome de Silver-Russell, il existe une disomie uniparentale maternelle du chromosome 7 humain.

#### Diabète néonatal transitoire
Dans 40% des cas du diabète néonatal transitoire, il existe une disomie uniparentale paternelle du chromosome 6.

#### Syndrome de Beckwith-Wiedemann
Dans 20 % des cas du syndrome de Beckwith-Wiedemann , il existe une disomie uniparentale paternelle du chromosome 11.